# Курганный (Кировский район)
Курга́нный — хутор в Кировском районе (городском округе) Ставропольского края Российской Федерации.
До 1 мая 2017 года входил в состав сельского поселения Горнозаводской сельсовет.

## География
Расстояние до краевого центра: 191 км. Расстояние до районного центра: 22 км.

## Население
| 1989 | 2002 | 2010 | 2014 |
| ---- | ---- | ---- | ---- |
| 167  | ↗245 | ↘217 | ↘200 |

По данным переписи 2002 года, 99 % населения — русские.

## Инфраструктура
Уличная сеть хутора насчитывает 3 улицы (Кооперативная, Мостовая, Степная) и 5 переулков (Береговой, Дорожный, Колхозный, Приозёрный, Центральный). В границах населённого пункта расположено общественное открытое кладбище площадью 30 тыс. м².
ФАП. Открыт в 2023 году.

## Религия
В Курганном существует православный приход в честь святого священномученика Фаддея, архиепископа Тверского. В 2012 году приходу было передано здание бывшего фельдшерского пункта для проведения богослужений и других мероприятий, в том числе чтения лекций на просветительские и духовно-нравственные темы представителями Новопавловского благочиния Пятигорской епархии РПЦ.